# Райнш, Габриэла
Габриэла Райнш (нем. Gabriele Reinsch; род. 23 сентября 1963, Котбус, ГДР) — немецкая легкоатлетка, представлявшая Германскую Демократическую Республику в метании диска.

## Биография
Габриэла начала свою спортивную карьеру в возрасте 14 лет, сначала занималась прыжками в высоту и толканием ядра и даже заняла второе место в толкании ядра на юниорском чемпионате Европы в 1981 году, но в 1982 году решила перейти на метание диска.
9 июля 1988 на турнире ГДР — Италия, проходившем в Нойбранденбурге, она установила новый мировой рекорд с результатом 76,80 метра, который превысил прежнее мировое достижение, установленное чехословацкой спортсменкой Зденькой Шильгавой, на 2,24 метра.
Хотя фактически рекорд Райнш был превышен Мартиной Хелльман 6 сентября 1988 года (в ходе попыток диск улетел на 76,92 и 78,14 м), но был достигнут на неофициальном мероприятии, официальным мировым рекордом и по сей день остается достижение Габриэлы Райнш.
В ходе своего «рекордного» сезона спортсменка улучшила свой личный рекорд на 9,62 м — с 67,18 м (её личный рекорд в 1987 году) до 76,80 метра.
До 1985 года Райнш была членом Котбусского спортивного клуба, а в 1986 году перешла в потсдамский ASK.
Во времена своей спортивной карьеры она имела рост 1,84 м и весила 88 кг.

## Международные выступления
- 1981, Чемпионат Европы среди юниоров: 2-е место в толкании ядра (16,70 — 15,90 — 15,31 — 16,53 — 17,03 — 16.37)
- 1987, Универсиада: 2-е место в метании диска (64,12 м)
- 1988, Летние Олимпийские игры: 7-е место в метании диска (67,26 — 66,50 — 63,30 — 65,88 — 66,40 — DQ)
- 1990, Чемпионат Европы: 4-е место в метании диска(DQ — 63,46 — 64,30 — DQ — 66,08 — 65,06)